# Ironie
 (novembre 2010).
L’ironie (du grec ancien εἰρωνεία / eirōneía, « ironie, dissimulation, fausse ignorance ») est une figure de style où l'on dit le contraire de ce qu'on veut faire entendre tout en faisant comprendre que l'on pense l'inverse de ce que l'on dit, et par extension une moquerie. Jouant sur l'antiphrase qui peut enclencher le rire, elle se distingue pour certains de l'humour qui joue « sur des oppositions qui ne seraient pas antiphrastiques et pour cela n'enclenchant que le sourire ».
L'ironie recouvre un ensemble de phénomènes distincts dont les principaux sont l'ironie verbale et l'ironie situationnelle. Quand elle est intentionnelle, l'ironie peut servir diverses fonctions sociales et littéraires.

## L'ironie verbale

### Éléments de définition
L’ironie verbale est une forme de langage non littéral, c'est-à-dire un énoncé dans lequel ce qui est dit diffère de ce qui est signifié. L'ironie peut être produite de différentes manières, dont certaines correspondent à des figures de style classiques.
- L'antiphrase ironique, la plus fréquente des formes d'ironie, consiste à dire l'inverse de ce que l'on souhaite signifier tout en laissant entendre ce que l'on pense vraiment.

« Quelle belle journée ! » pour signifier qu'il pleut des cordes.
- L'hyperbole ironique qui consiste à exagérer ses propos.

« Je suis carrément mort de rire… », venant d'un locuteur à qui l'on a fait une plaisanterie douteuse.
- La litote ironique qui consiste au contraire à minimiser ses propos.

« Il n’est pas complètement stupide » à quelqu’un qui vient de résoudre un problème compliqué.
D'autres figures de style induisent de l'ironie : la juxtaposition, la digression, la circonlocution.
- Des énoncés peuvent être ironiques sans pour autant être des figures de style reconnues :

« Beau temps, n'est-ce pas ? » produit par un agriculteur après trois mois de sécheresse alors que le soleil est radieux.
« Encore un petit peu plus de bazar ? » produit par une mère qui souhaite que son enfant range sa chambre.
« — Que fait Jules ? — Il étudie... » produit par le père de Jules pour signifier à sa femme que Jules flirte dans sa chambre avec sa camarade de classe.
Les définitions de l'ironie oscillent entre un point de vue restreint et un point de vue élargi (Mercier-Leca, 2003). Du point de vue restreint, l'ironie se limite à dire l'inverse de ce que l'on pense (antiphrase ironique) mais cette perspective ne rend pas compte de toutes les formes d'ironie existantes. D’un point de vue élargi, le discours ironique est un discours dans lequel on fait entendre autre chose que ce que disent les mots (et non pas spécifiquement l'inverse) mais cette définition, trop large, s’applique non seulement à l’ironie mais aussi à la quasi-totalité des formes de langage non littéral (telles que la métaphore).
Devant la difficulté à établir une définition qui circonscrive spécifiquement ce qu'est l'ironie verbale, différentes théories psycholinguistiques ont émergé.

#### La théorie gricéenne
Selon Paul Grice (1975), la conversation est sous-tendue par un « principe de coopération » qui stipule que les interlocuteurs respectent un certain nombre de règles, les maximes conversationnelles. Parmi ces maximes conversationnelles, la maxime de qualité spécifie que « l'on ne doit pas dire ce que l'on pense être faux ». Grice définit alors l'ironie comme un énoncé dont la maxime de qualité a été transgressée. Il revient alors à l’interlocuteur de produire une implicature conversationnelle (une inférence sur le signifié) pour rétablir le respect de la maxime transgressée. Cette implicature sera générée à la suite du constat d’une contradiction entre la structure de l’énoncé (ce qui est dit) et le contexte d’énonciation. Il peut s'agir par exemple de dire à un joueur de football ayant marqué contre son camp : « Encore un très beau but ! » pour signifier que le footballeur a mal joué.
L’intérêt de cette théorie réside dans la définition d’une condition qui permet de juger qu’un énoncé est ironique ou non : la violation de la maxime de qualité. Le problème est que la violation d’autres maximes que celle de qualité peut produire des énoncés ironiques ce qui a pour conséquence un échec de la définition gricéenne de l’ironie à caractériser entièrement son sujet. Le principal apport de Grice est d'avoir fait de l'ironie un phénomène résolument pragmatique, c'est-à-dire un phénomène linguistique dont l'interprétation adéquate ne peut se faire qu'avec une prise en compte du contexte d'énonciation.

#### L'ironie comme négation indirecte
Rachel Giora et ses collaborateurs (1995) ont considérablement fait évoluer l’approche gricéenne en proposant une réponse à la critique suivante : le sens non littéral d’un énoncé ironique n’est pas la négation directe de sa forme littérale. En effet, dire « Tu es si fin ! » ne signifie pas forcément que l’on signifie « Tu es bête ». Cela peut, par exemple, vouloir dire « Certes, tu es fin mais tu manques de modestie ». C’est pour cette raison que Giora propose le concept de « négation indirecte ». À la différence de la négation directe, la négation indirecte admet plusieurs interprétations situées entre le sens littéral et le sens strictement opposé. Le sens littéral n’est pas écarté au profit du sens implicite. Les deux significations sont conservées en mémoire et participent à la construction du sens final.

#### L'ironie comme impropriété pertinente

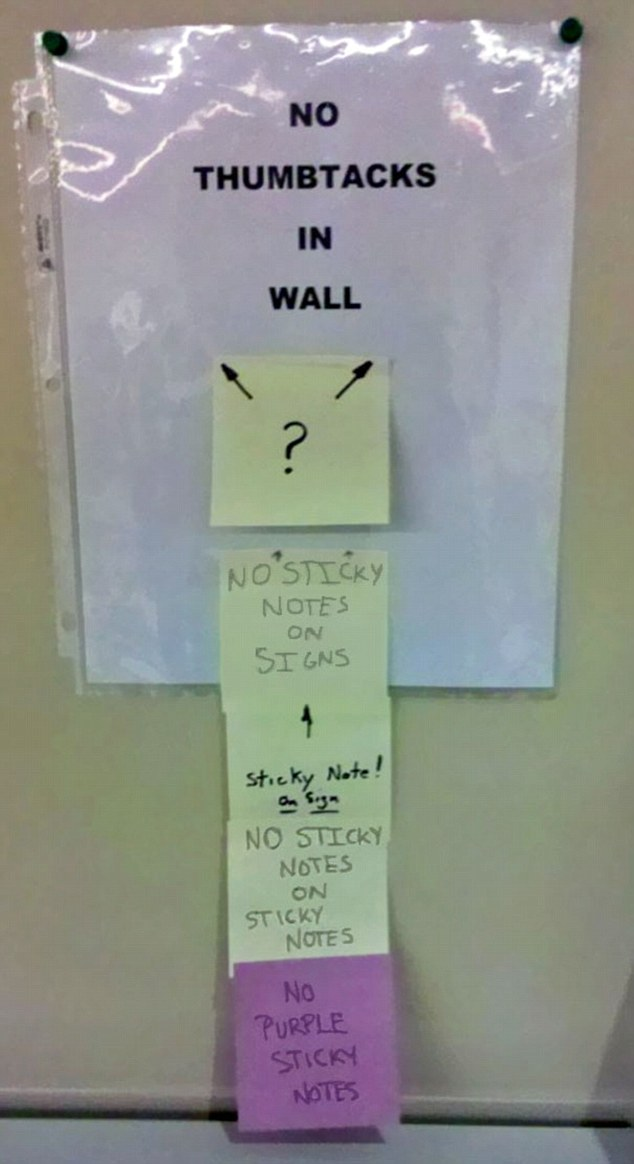
Ironie fondée sur le paradoxe.

Selon Salvatore Attardo (2000), un énoncé ironique est défini comme un énoncé inapproprié au regard du contexte, qui reste néanmoins pertinent dans l'interaction. On n’accède pas au sens ironique d’un énoncé par son sens littéral (en cherchant l’inverse du sens littéral par exemple). En créant de l’impropriété, le sens littéral n’aurait comme fonction que de signaler à l’interlocuteur que le locuteur est ironique, c'est le contexte qui permet d'inférer entièrement le sens ironique. L’impropriété peut naturellement apparaître au travers de la violation des différentes maximes conversationnelles de Grice mais pas seulement. Un énoncé ne transgressant aucune maxime peut être ironique simplement parce qu’il n’est pas approprié au regard du contexte. La maxime conversationnelle la plus à même de définir l'ironie selon Attardo serait : « être contextuellement approprié ». Finalement, un énoncé est ironique s’il remplit les 4 conditions suivantes :
1. L'énoncé est contextuellement inapproprié.
2. Malgré tout, l’énoncé est pertinent dans la conversation.
3. Le locuteur de l’énoncé a conscience de l’impropriété et l’a produite intentionnellement.
4. Le locuteur suppose qu’une partie au moins de son public reconnaitra les points 2 et 3.

#### L'ironie comme mention échoïque
Wilson et Sperber (1992) décrivent l’ironie comme un type d’énoncé spécifique où l’on « mentionne » un énoncé antérieur. On fait écho à la parole de quelqu’un en reprenant cette parole, en général pour la moquer, la critiquer. Imaginons par exemple que dans les vestiaires avant un match, Olivier, l'attaquant déclare qu'il est en grande forme. Néanmoins, pendant le match, il rate toutes ses occasions de but. Dire « Olivier était vraiment en grande forme aujourd’hui ! » est un énoncé ironique parce qu'il fait écho, mention à la déclaration d'Olivier avant le match. Les théories échoïques reposent sur une dissociation énonciative : le locuteur mentionne des propos dont il se dissocie, qu’il impute à tort ou à raison, à sa cible qui peut être un individu, un groupe ou même une partie de lui-même, dont il se distancie au moment de l’énonciation ironique. Cette approche a le mérite d’expliquer pourquoi des locuteurs décident d’employer l’ironie ce que ne fait pas la théorie gricéenne. Il s’agit pour le locuteur d’exprimer son attitude (en général critique) à l’égard de l’énoncé auquel il fait écho.
Cependant, de nombreux exemples d’ironie semblent ne faire écho à aucun énoncé antérieur. Pour cette raison, Sperber et Wilson ont élargi leur concept, passant de celui de « mention » à celui « d’interprétation », soit un écho plus ou moins lointain de pensées ou de propos, réels ou imaginaires, attribués ou non à des individus définis (il peut s’agir simplement d’une référence à une croyance populaire trouvant une forme propositionnelle dans les proverbes par exemple). Par exemple, l'énoncé « Belle journée pour un pique-nique ! » alors qu'il pleut fait écho au fait qu'un pique-nique sous la pluie est un pique-nique raté. Mais on verse ici dans le problème inverse : bien des énoncés qui reposent sur une « interprétation » ne sont pas nécessairement ironiques.

#### La théorie du rappel échoïque
Pour Kreuz et Glucksberg (1989), si s’exprimer ironiquement ne nécessite pas forcément la mention échoïque d’un énoncé antérieur, l’ironie implique toujours le rappel d’un événement antécédent, une norme sociale, une attente partagée en décalage avec la situation présente. C’est la théorie « du rappel échoïque ». Si une nouvelle fois, cette proposition est insuffisante pour décrire l'ensemble des énoncés ironiques, l’idée qu’un trait caractéristique de l’ironie est un décalage entre les attentes et la réalité effective est essentielle et sera reprise.

#### La théorie du faux-semblant
Selon Clark et Gerrig (1984), si l’écho n’est pas un trait obligatoire de l’ironie, en revanche, on retrouve toujours la même attitude chez le locuteur : celui-ci feint de tenir un discours auquel en fait il n’adhère pas. Son but serait de critiquer, voire de ridiculiser, la position tenue par la personne qui pourrait tenir un tel discours de manière sincère. L’ironie permet au locuteur de se distancier du discours qu’il produit. La compréhension de l’ironie reviendrait pour un interlocuteur à reconnaitre les différents rôles joués. Ici, c’est la mise en scène qui permet de souligner le contraste entre ce qui est réel et ce qui était attendu.

#### La théorie du faux-semblant allusif
La théorie du faux-semblant allusif par Kumon-Nakamura, Glucksberg et Brown (1995) est l'une des théories les plus abouties. Selon ses auteurs, deux traits seraient nécessaires et suffisants pour décrire l’ironie : l’allusion et le faux-semblant.
Comme la notion de « rappel » de Kreuz et Glucksberg (1989), l'allusion n’est pas simplement une référence à un propos ou un événement passé mais renvoie spécifiquement à une divergence entre ce qui était attendu et ce qui est en fait. L’important n’est plus le décalage entre le dit et le signifié mais entre « ce qui est dit » et « ce qui aurait dû être dit au regard du contexte ». Néanmoins, contrairement à Kreuz et Glucksberg, Kumon-Nakamura et ses collaborateurs ne supposent pas qu'un rappel explicite à un événement antérieur est nécessaire, une simple allusion suffit.
Le faux-semblant renvoie à l'idée que les énoncés ironiques sont caractérisés par une « insincérité pragmatique ». il s’agit pour le locuteur de transgresser délibérément et ouvertement l’une des règles pragmatiques (en général, la condition de sincérité, voir Searle, 1969). Selon les auteurs, le concept d’insincérité pragmatique est beaucoup plus heuristique pour décrire l’ironie que le principe de négation du sens littéral (directe ou indirecte) qui prévaut dans la perspective gricéenne classique. Pour juger de l’ironie d’une phrase, il ne faut pas tant s’intéresser à si elle est vraie ou fausse au regard du contexte (ce qui est ou ce qui n’est pas), mais à si elle est sincère ou insincère. L’insincérité pragmatique distingue efficacement l’ironie des métaphores ou des demandes indirectes qui sont jugées sincères. Néanmoins, cette théorie du faux-semblant allusif a été l'objet de critiques car jugée encore trop restrictive (Utsumi, 2000)

#### Traits principaux
De cette revue des différentes théories ressort que :
- La majorité des énoncés ironiques transgresse directement une des maximes conversationnelles de Grice (souvent la maxime de qualité). Au minimum, on peut considérer que les énoncés ironiques sont des énoncés pragmatiquement inadéquats, délibérément « mal formés ».
- Si l’ironie s’exprime bien via un décalage entre le dit et le signifié, ce qui la caractérise surtout par rapport aux autres formes de langage non littéral, c’est l'allusion à un décalage entre un état de fait attendu, désiré et la réalité. L’ironie dépend souvent du fait que les choses ne tournent pas toujours comme nous l’espérions ou comme nous l’attendions (souvent de manière négative, parfois de manière positive).
- L’ironie exprime l’attitude du locuteur, le plus souvent une attitude critique (liée à la désillusion). Il peut arriver qu'un locuteur souhaite énoncer un compliment sous forme de critique (astéisme) mais c'est assez rare. Certains auteurs défendent l'idée que l'ironie est négative et critique par essence (Kerbrat-Orecchioni, 1976[13] ; Wilson & Sperber, 1992[7]) ce qui exclut que l'astéisme soit une figure de style ironique. De ce point de vue, l'ironie trouverait son point culminant dans le sarcasme.

### Les fonctions de l'ironie

#### Dans la communication quotidienne
L'ironie s’utilise essentiellement dans des situations où le locuteur souhaite véhiculer une attitude critique à l’égard d’une situation, d’un objet ou d’une personne. Le principal intérêt de produire un énoncé critique ironiquement plutôt que littéralement serait de modifier l’intensité de la critique sous-jacente à l’énoncé. Si la plupart des chercheurs s’accordent sur ce point, ceux-ci sont divisés sur la question de savoir si l’ironie va nuancer la critique ou au contraire la rendre plus saillante.
- L’hypothèse de la nuance. Développée par Shelly Dews (1995)[14], l’hypothèse de la nuance (Tinge hypothesis) suppose que l’ironie permet d’adoucir, de nuancer la portée évaluative d’un message comparée à sa version littérale. Dans leurs études, les auteurs démontrent que les critiques ironiques sont perçues comme étant moins critiques que les critiques littérales. À l’inverse, les compliments ironiques sont perçus comme étant moins élogieux que leurs équivalents littéraux. De ce point de vue, l’ironie permettrait de « sauver la face ». Le terme « face » est ici utilisé dans le sens que lui donne le sociologue Erving Goffman (1974)[15], c'est-à-dire l’ensemble des images valorisantes que l’on tente de construire de soi et d’imposer aux autres lors d’une interaction. Dire « Ne m’aide pas surtout ! » plutôt que « Aide-moi ! » permet d’éviter de donner un ordre et de passer pour une personne directive, rustre et impolie (ce qui est menaçant pour notre face). C’est pour cette même raison que l’on préfèrera souvent une demande indirecte (« Auriez-vous du sel, s’il vous plaît ? ») à une demande directe (« Donnez-moi du sel ! »).

- L’hypothèse de l’ironie agressive. À l’opposé de l’hypothèse de la nuance, un certain nombre de chercheurs défendent l’idée selon laquelle l’ironie permet d’accentuer une critique. L’idée a été développée pour la première fois par Sigmund Freud (1905)[16]. Pour cet auteur, le choix de la non-littéralité permet d’exprimer une agressivité qui aurait été socialement inacceptable énoncée littéralement. L’idée a été reprise et soutenue expérimentalement par des auteurs plus contemporains (Colston, 1997)[17].

Il semble que l’ironie puisse remplir les deux fonctions (atténuer et accentuer) selon des critères difficiles à arrêter.
L’ironie a d’autres fonctions que la modification de l’intensité de la critique mais ces fonctions ne sont pas communes à tous les énoncés ironiques. Ainsi un certain nombre d’énoncés ironiques permettent à ceux qui les produisent d’avoir l’air drôle, souvent parce que dire l’inverse de ce qui est attendu est surprenant et incongru. Un autre intérêt de l’ironie, qui pourrait justifier son utilisation dans certains cas, est qu’elle peut être ambigüe. Ainsi, elle permet à un locuteur de signifier quelque chose sans le dire directement, laissant à ses interlocuteurs la responsabilité de l’interprétation. De ce point de vue, l’ironie est une forme de langage non littéral privilégiée pour les discours transgressifs. En dernier recours, un locuteur ayant produit un énoncé transgressif de manière ironique pourra arguer que son discours était à prendre au premier degré quant à l’inverse un locuteur ayant produit un discours explicitement raciste ou sexiste, pourra prétendre qu’il ironisait. L'aspect parfois ambigu de l'ironie peut aussi permettre de véhiculer des messages entre initiés : ceux qui saisissent l’ironie se reconnaissent mutuellement, ce qui renforce la cohésion sociale.

#### Dans la littérature
L’ironie est une manière de persuader quelqu’un en vue de faire réagir un lecteur, un auditeur ou un interlocuteur. Elle est en outre utilisée pour dénoncer, critiquer quelque chose ou quelqu’un. Pour cela, le locuteur décrit souvent la réalité avec des termes apparemment valorisants, dans le but de la dévaloriser. L’ironie invite donc le lecteur ou l’auditeur à être actif pendant sa lecture ou son audition, à réfléchir et à choisir une position.
Les genres concernés où l'ironie est omniprésente sont :
- le conte philosophique (ex. : Voltaire) ;
- le roman épistolaire (ex. : Montesquieu) ;
- la satire (ex. : Bossuet) ;
- le pamphlet (ex. : Voltaire) ;
- la critique littéraire ;
- l’article, l’article de presse (ex. : Diderot) ;
- le billet d’humeur ;
- l’essai (ex. : Montaigne) ;
- la fable (ex. : La Fontaine) ;
- le dialogue, le monologue (théâtre) (ex. : Molière) ;
- l’autobiographie, les mémoires (ex. : Rousseau, Saint-Simon, Sainte-Beuve).

### La compréhension de l'ironie verbale
La compréhension des énoncés ironiques constitue une énigme passionnante en psycholinguistique. En effet, ces énoncés sont non littéraux (la compréhension de ce qui est dit ne donne pas accès à ce qui est signifié) et aucun code (au sens de Sperber et Wilson, 1986) ne relie logiquement ou conventionnellement le dit au signifié. L'erreur commune est de considérer que le sens ironique d'un énoncé correspond à l'inverse de son sens littéral. Cette stratégie conduit à des aberrations dans la plupart des cas. Imaginons un couple se rendant en visite chez des amis. Le plan fourni par ces derniers est confus et ils arrivent avec plus d’une heure de retard. L'homme dit à son hôte : « Heureusement que tu nous avais donné un plan, on aurait pu se perdre sinon ». L'énoncé est clairement ironique et le sens ironique ne correspond pas du tout à l'inverse du sens littéral. Le lien entre le dit et le signifié n’est pas non plus analogique (comme c’est le cas pour les métaphores) ou conventionnel (expressions idiomatiques).
Ces caractéristiques des énoncés ironiques font de l'ironie verbale un phénomène résolument pragmatique. Cela signifie que la construction de la signification ironique par les interlocuteurs est le produit d'inférences sur le signifié à partir du sens littéral et surtout du contexte d'énonciation. Par exemple, l'énoncé ironique « Quel temps magnifique ! » ne peut être interprété adéquatement que si l'on sait qu'il pleut à verse.
La compréhension de l'ironie impliquerait classiquement deux étapes de traitement (Grice, 1975) :
- Dans une première étape, il s'agit pour l'auditeur de comprendre que le locuteur est ironique et qu'il lui faut rejeter le sens littéral et chercher le sens implicite (ironique) de l'énoncé. Cette étape est fondamentale et un échec à ce stade conduit à prendre au premier degré un énoncé qu'il fallait comprendre au second degré. Pour comprendre que le locuteur est ironique, l'auditeur va s'appuyer sur un certain nombre d'indices, les « marqueurs de l'ironie », qui, juxtaposés avec la signification littérale de l'énoncé, vont produire une incongruité plus ou moins manifeste. Cette incongruité marque l'écart entre la réalité et les attentes du locuteur. L'énoncé « Quel temps magnifique ! » ne sera interprété ironiquement que s'il pleut. Le marqueur de l'ironie est alors le contexte situationnel. Mais les marqueurs de l'ironie ne sont pas uniquement dans la situation, il peut d'agir de la prosodie employée par le locuteur, son expression faciale ou encore des marques structurales (emploi de superlatifs), souvent une combinaison de ces différents marqueurs. Communiquer son attitude ironique peut se faire de manière très simple, y compris en dehors de toute interaction verbale, à la condition de produire une incongruité : si quelqu'un fait tomber son plateau à la cantine et que vous applaudissez, ce signal positif sera interprété comme étant ironique pour la simple raison qu'il n'y a aucune raison d'applaudir sincèrement quand quelqu'un fait tomber son plateau. À l'écrit, en l'absence de plusieurs marqueurs de l'ironie (expressions faciales, prosodie), l'ironie est généralement difficile à identifier sauf si les interlocuteurs possèdent un solide contexte de connaissances partagées. Pour cette raison, il a été proposé l'utilisation d'un signe de ponctuation spécifique, le point d'ironie pour identifier les phrases à interpréter au second degré.
- Une fois reconnue l'attitude ironique du locuteur et rejetée la signification littérale, l'auditeur doit construire une représentation de la signification ironique de l'énoncé. Cette représentation, qui est le fruit des inférences que produit l'auditeur, n'est donc toujours qu'une hypothèse sur l'intention de communication réelle du locuteur (qu'a-t-il voulu signifier ?). Ces hypothèses sont généralement rapides à produire et pertinentes dans la mesure où l'ironie est souvent utilisée dans des situations où l'écart entre les attentes communes (du soleil pour un pique-nique) et la réalité (la pluie) est patent. Dans les cas où le locuteur cherche délibérément à produire de l'ambiguïté (pour au moins une part de l'auditoire), la fabrication de ces hypothèses peut être plus épineuse et conduire à des quiproquos. La compréhension du sens implicite des énoncés ironiques repose ainsi principalement sur les connaissances encyclopédiques que les interactants partagent à propos du monde, des normes, des attentes communes des gens, etc.

Un tel modèle en deux étapes a pu être critiqué par les partisans d'un modèle où l'auditeur accéderait directement au sens ironique en une seule étape (Gibbs, 1986).
D'un point de vue développemental, l'ironie est la forme de langage la plus difficile à acquérir par les enfants. Si l'on trouve trace de compréhension des métaphores vers l'âge de 3 ans, il faut attendre l'âge de 5-6 ans pour un début de compréhension de l'ironie qui ne sera pas complet avant l'adolescence (Andrews, Rosenblatt, Malkus et Gardner, 1986).

## L'ironie situationnelle

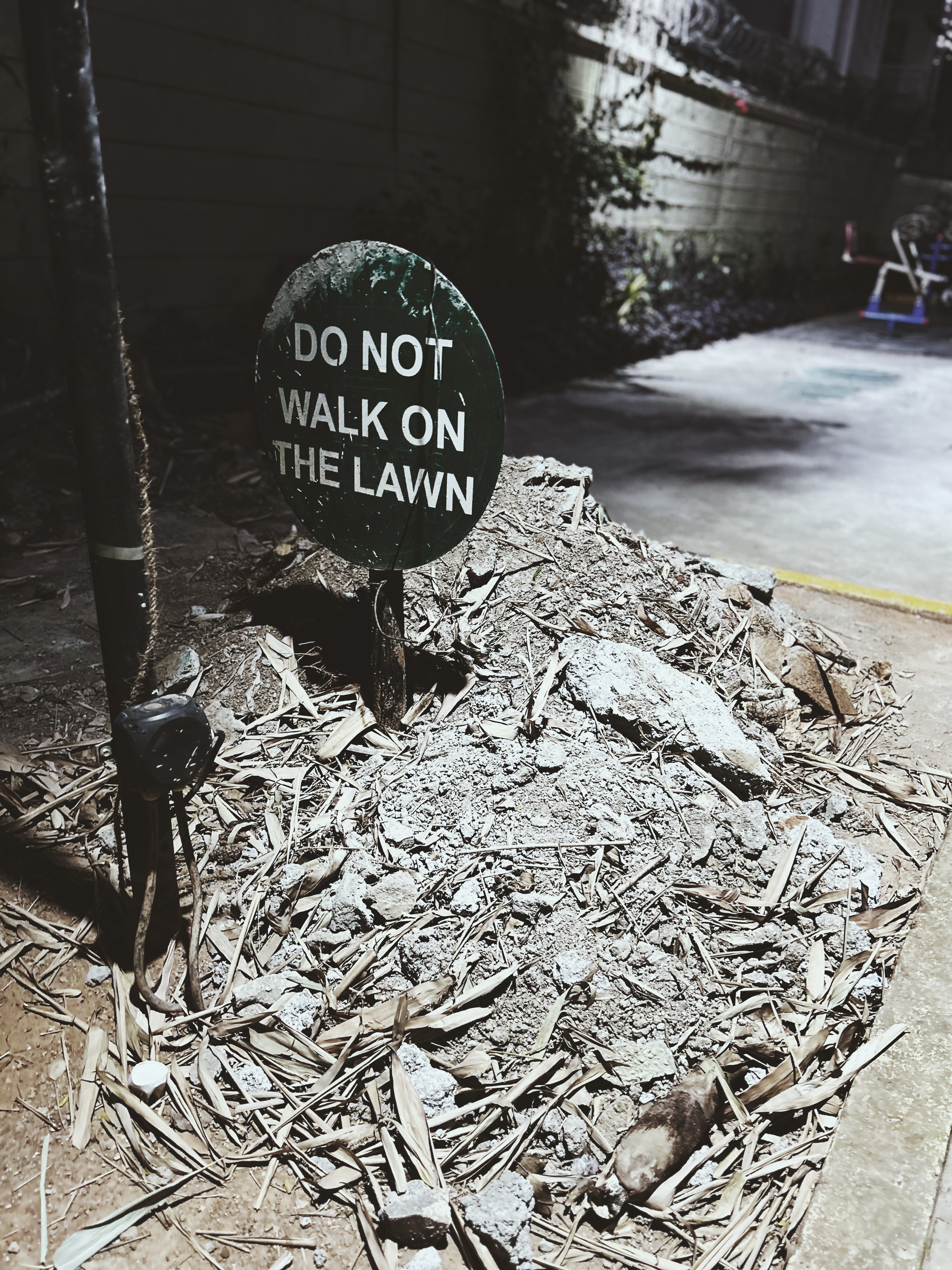
Ironie visuelle.

L’ironie situationnelle (ou ironie de fait) renvoie aux situations, aux états du monde, qui sont perçus comme étant ironiques comme pourrait l’être une caserne de pompiers qui brûle. Ce type d'ironie est généralement non intentionnel et s'impose par le télescopage de deux réalités antagonistes. On la qualifie habituellement d’« ironie du sort ». De même, l'« ironie cosmique »[réf. souhaitée] est une ironie situationnelle donnant l'impression que le destin s'acharne sur un personnage. Elle s'opère à travers une répétition d'évènements positifs ou négatifs.

## Autres formes d'ironie

### Ironie socratique
L'ironie socratique est une forme d’ironie où l’on feint l’ignorance, afin de faire ressortir les lacunes dans le savoir de son interlocuteur.
Étymologiquement, le terme « ironie » est un concept de rhétorique qui provient du grec εἰρωνεία / eirōneía, « ignorance feinte » (une technique souvent employée par le philosophe grec Socrate), de εἴρων / eírôn, « qui feint l’ignorance », celui qui pose une question en se prétendant crédule (une question rhétorique), et du verbe εἴρω / eírô, « dire, parler ». Ce verbe εἴρω est lui-même probablement issu de la racine indo-européenne *wer-, « dire ».
Soeren Kierkegaard a consacré sa thèse à l'ironie socratique. À la suite de Henri Bergson, Vladimir Jankelevitch a consacré de brillantes pages à la distinction que l'on doit faire entre celle-ci et l'humour. On pourrait, à ce sujet, citer un autre épigone de Bergson, Gilles Deleuze.

### Ironie dramatique
L’ironie dramatique est caractérisée par la position d’un personnage qui ignore un événement important connu du public. Par exemple, dans le film Les Lumières de la ville (Charlie Chaplin, 1931), le public sait que Charlot n'est pas millionnaire mais pas la jeune fleuriste non voyante qui le croit riche. Le décalage entre le savoir du public et la croyance de la jeune femme entraîne l'ironie dramatique.

### Ironie romantique
L’ironie romantique concerne avant tout la manière dont l’art se met lui-même en scène, en rompant l’illusion de réel.

« Vous devez penser : Ah, cette histoire est enfin finie. Mais non, elle continue encore,. »

## L’ironie autour des années 2000
Hégémonie de l’ironie : suspicion envers l’ironie à cause de son omniprésence ?
Autour des années 2000, des comédiens comme Steve Martin parlent du ton sardonique comme d’un « véritable virus », des journaux vont jusqu’à dire que l’ironie « pervertit l’esprit des jeunes ». Au début des années 2000, une tendance s’est développée, d’abord dans les pays anglo-saxons et puis aussi en France, de se méfier de l’ironie. Souvent, dans ces discussions, l’on préfèrera « l’humour sincère » à une ironie perçue comme cassante, ou « méchante ». En 2007, le colloque « Hégémonie de l'ironie ? » propose un panorama de réflexion pour comprendre cette évolution.

« Que la plus grande part -sinon la totalité- de la littérature récente puisse être placée sous le signe de l’ironie, on peut croire qu’il ne reste plus grand monde aujourd’hui pour en douter […]. On peut se demander toutefois si ce triomphe -dans la critique comme apparemment dans les œuvres- n’est pas ce qui peut la rendre aujourd’hui suspecte. »

La rebelle par trop triomphante
Trois voix de jeunes écrivains illustrent cette évolution : Jedediah Purdy, un intellectuel conservateur, David Foster Wallace, un écrivain et polémiste américain et David Eggers, chef de file de Mc Sweeney’s.
Jedediah Purdy
En 1999, Jedediah Purdy écrit For common things, ouvrage qu’il présente comme « une lettre d’amour au monde entier ». Né à Chloe, en West-Virginia rurale, il a reçu l’enseignement à domicile avant d’obtenir des diplômes à Harvard et Yale. Ce jeune homme d’orientation manifestement conservatrice pose que l’ironie de son époque est une maladie qui a infesté la société américaine.

« [We need to] understand today’s ironic manner. There is something fearful in this irony. It is a fear of betrayal, disappointment, and humiliation and a suspicion that believing, hoping or caring too much will open us to these. Irony is a way of refusing to rely on such treacherous things. […] Nothing will ever surprise us. »

Selon Purdy, là où règne l’ironie — politique, enseignement, médias, affaires —, l’espoir et la sincérité disparaissent, les convictions pures s’effritent sous l’effet du cynisme. Il propose un engagement personnel et inconditionnel de tous pour renverser la vapeur.
David Foster Wallace
David Foster Wallace livrait, lui aussi, une étude des effets secondaires de l’ironie dans A Supposedly Fun Thing I’ll Never Do Again (1997). Wallace pose que l’ironie est la « marque d’un grand désespoir », comme l’affirmait déjà Purdy. Mais là où Purdy fait référence à Montaigne et Thoreau, Wallace observe l’ironie dans son environnement quotidien, en analysant des publicités des voitures Isuzu et des séries télévisées comme Mariés, deux enfants.

« Most likely, I think, today’s irony ends up saying : « How totally banal of you to ask what I really mean. » Anyone with the heretic gall to ask the ironist what he actually stands for ends up looking like an hysteric or a prig. And herein lies the oppressiveness of institutionalized irony, the too-successful rebel […] »

Wallace fut un des premiers à souligner à quel point l’ironie s’est compromise avec la société de consommation, jusqu’à en devenir le mode de communication dominant.
Dave Eggers
L’omniprésence actuelle de l’ironie est également critiquée depuis un angle surprenant. Fondateur du collectif ludique Mc Sweeney’s, Dave Eggers écrit dans un style où les remarques légères foisonnent. Pourtant, Eggers a réagi dans A heartbreaking Work of staggering Genius contre cette étiquette ironique qu’on ne cessait de lui coller.

« Irony and its malcontents: This section should be skipped by most, for it is annoying and pedantic, and directed to very few. […] When someone kids around, it does not necessarily mean he or she is being ironic. That is, when one tells a joke, in any context, it can mean, simply, that a joke is being told. Jokes, thus, do not have to be ironic to be jokes. […] Irony is a very specific and not at all interesting thing, and to use the word/concept to blanket half of all contemporary production. (To) refer to everything odd, coincidental, eerie, absurd or strangely funny as ironic is, frankly, an abomination upon the Lord. »

Le ton volontairement enjoué d’Eggers peut fourvoyer le lecteur sur la sincérité de son propos ; à l’étiquette d’ironiste, il préfère incontestablement celle d’humoriste, c’est-à-dire « just kidding ».